# Ellé
Ne pas confondre avec Elle et Ellez
L’Ellé est un fleuve côtier qui prend sa source dans le département des Côtes-d'Armor. Il arrose et draine les départements du Morbihan et du Finistère en Bretagne. Long de 60 km, son cours atteint une longueur de 76 km si est incluse sa partie maritime appelée « Laïta » en aval de la ville de Quimperlé.

## Toponymie
Le nom du cours d'eau est probablement d'origine celtique. Une rivière, dans le comté de Glamorgan, au Pays de Galles, porte en effet un nom similaire. Il s'agit de la rivière Ely, appelée en gallois Afon Elai. Dans la charte de fondation de l'abbaye Sainte-Croix de Quimperlé, écrite en latin, on trouve ce nom sous la forme Elegium.

Avant la Révolution française, l'estuaire commun à l'Ellé et l'Isole s'appelait aussi l'Ellé. Ce n'est qu'au début du XIXe siècle que le terme Laïta (Laita en breton), d'origine obscure, lui a été substitué.

## Géographie
L'Ellé prend sa source à Glomel dans les Côtes-d'Armor, près du château de Trégarantec, à une altitude de 225 mètres et coule vers l'océan en suivant une direction générale nord-sud. Coupant au plus court, elle coule perpendiculairement aux plis armoricains, orientés est-ouest.
Après avoir quitté les collines des montagnes Noires qui l'ont vu naître, l'Ellé coule dans sa partie amont à travers une large plaine marécageuse située à une altitude moyenne de 175 mètres connue sous le nom de marais de Plouray. Elle y reçoit les eaux du ruisseau de Crazius et du Rozo.
Elle entaille profondément le plateau armoricain à la hauteur de la chapelle Sainte-Barbe aux environs de la ville du Faouët ainsi qu'en amont des Roches du Diable près du bourg de Locunolé. Elle y a creusé des gorges profondes de près de cent mètres aux versants abrupts.

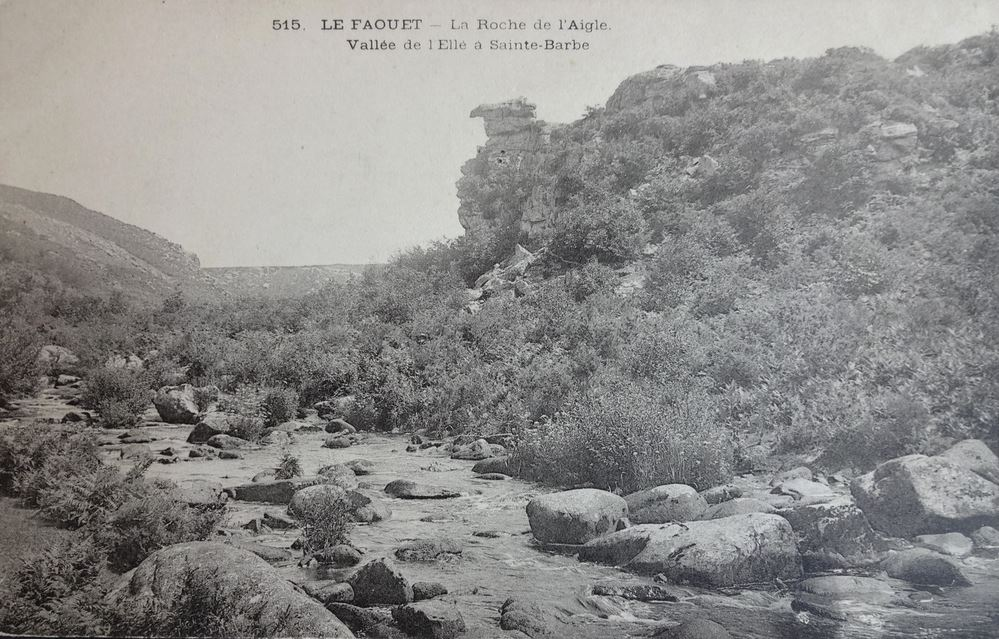
La roche de l'Aigle surplombe la vallée de l'Ellé à Sainte Barbe (carte postale du premier quart du XXe siècle).

Elle est rejointe au voisinage du village de Saint-Fiacre, situé au sud de la ville du Faouët, par ses deux principaux affluents, l'Aër et le Ster Laër. La taille de son bassin versant triple sur une distance de seulement 2 km pour passer de 155 km2 à près de 500 km2.
En aval des Roches du Diable, le cours de la rivière devient plus sinueux et dessine deux à trois méandres très accentués et très encaissés. C'est surtout le cas du méandre situé à la hauteur du moulin de Fourden. Après un parcours de 60 km, l'Ellé conflue avec la rivière Isole à Quimperlé pour former une ria soumise à la marée appelée la Laïta ou rivière du Pouldu à son embouchure.
La pente moyenne de la rivière est de 0,375 % sur l'ensemble de son parcours mais présente d'importantes variations dues à des ruptures de pente et des replats. Ainsi, elle passe de 127 mètres à la station d'épuration de Barrégan à 75 mètres 2 500 mètres plus loin au Grand Pont. La pente moyenne de la rivière sur cette section est donc de 2 %. Par contre, elle passe de 55 mètres au confluent avec l'Inam à 52 mètres au confluent avec le Naïc 3 000 mètres plus loin. La pente moyenne sur cette autre section n'est donc que de 0,10 %.
Son cours comporte de nombreux rapides, associés aux ruptures de pentes. Les plus spectaculaires sont ceux des Roches du Diable. À cet endroit, la rivière se faufile au milieu d'énormes rochers formant un chaos. Il s'agit de gros blocs de granite qui ont été polis par l'érosion.
Son cours sert de limite naturelle aux communes suivantes : Plouray, Langonnet, Priziac, Le Faouët, Lanvénégen et Meslan dans le Morbihan, Querrien, Locunolé, Guilligomarc'h, Arzano, Tréméven et Rédené dans le Finistère.
Le bassin versant de l'Ellé couvre une aire de 608 km2 qui s'étend depuis les hauteurs des montagnes Noires (le versant sud) jusqu'à la ville de Quimperlé et englobe entièrement ou partiellement le territoire de 24 communes.

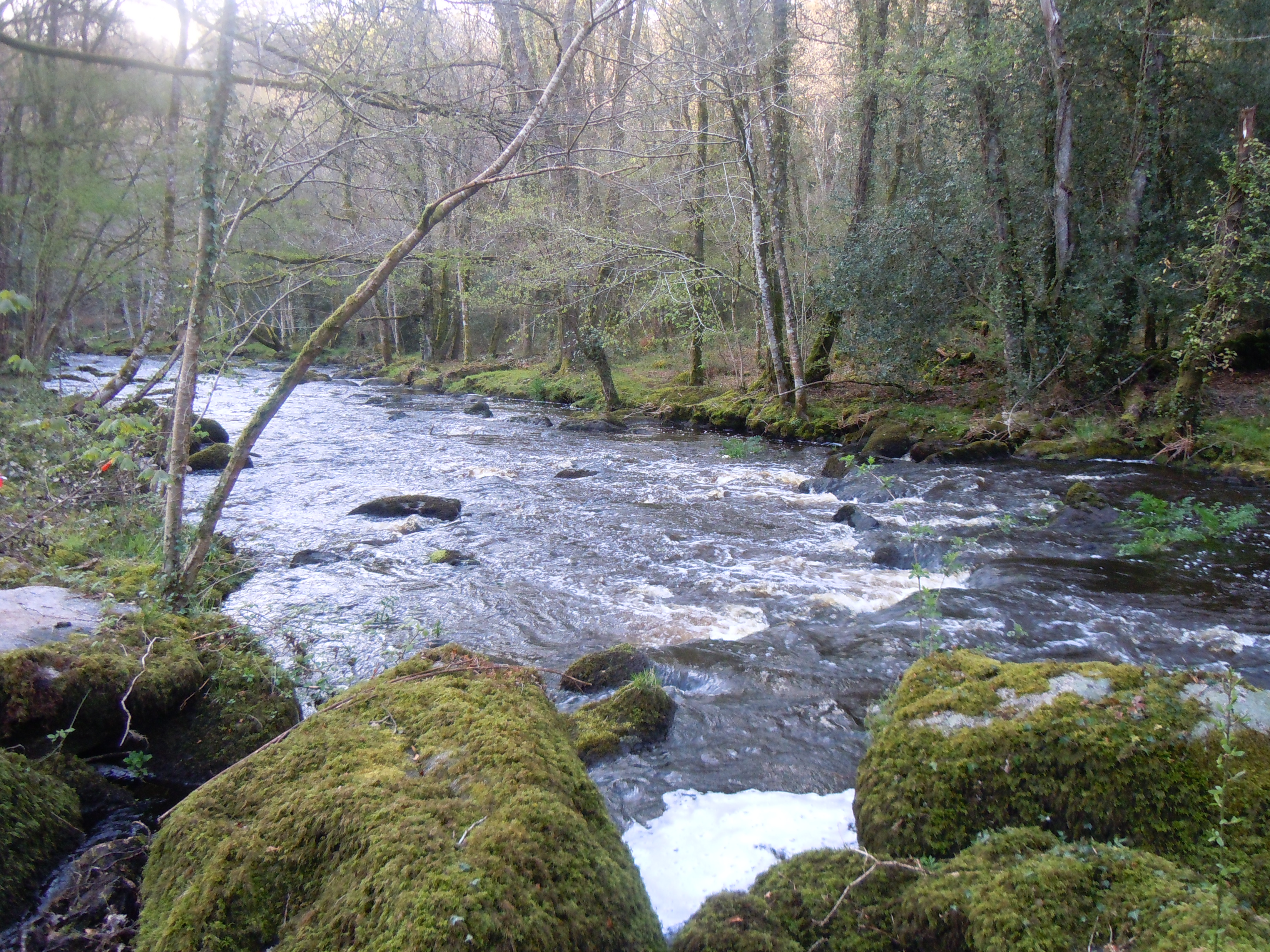
La rivière Ellé un peu en aval de l'abbaye de Langonnet.
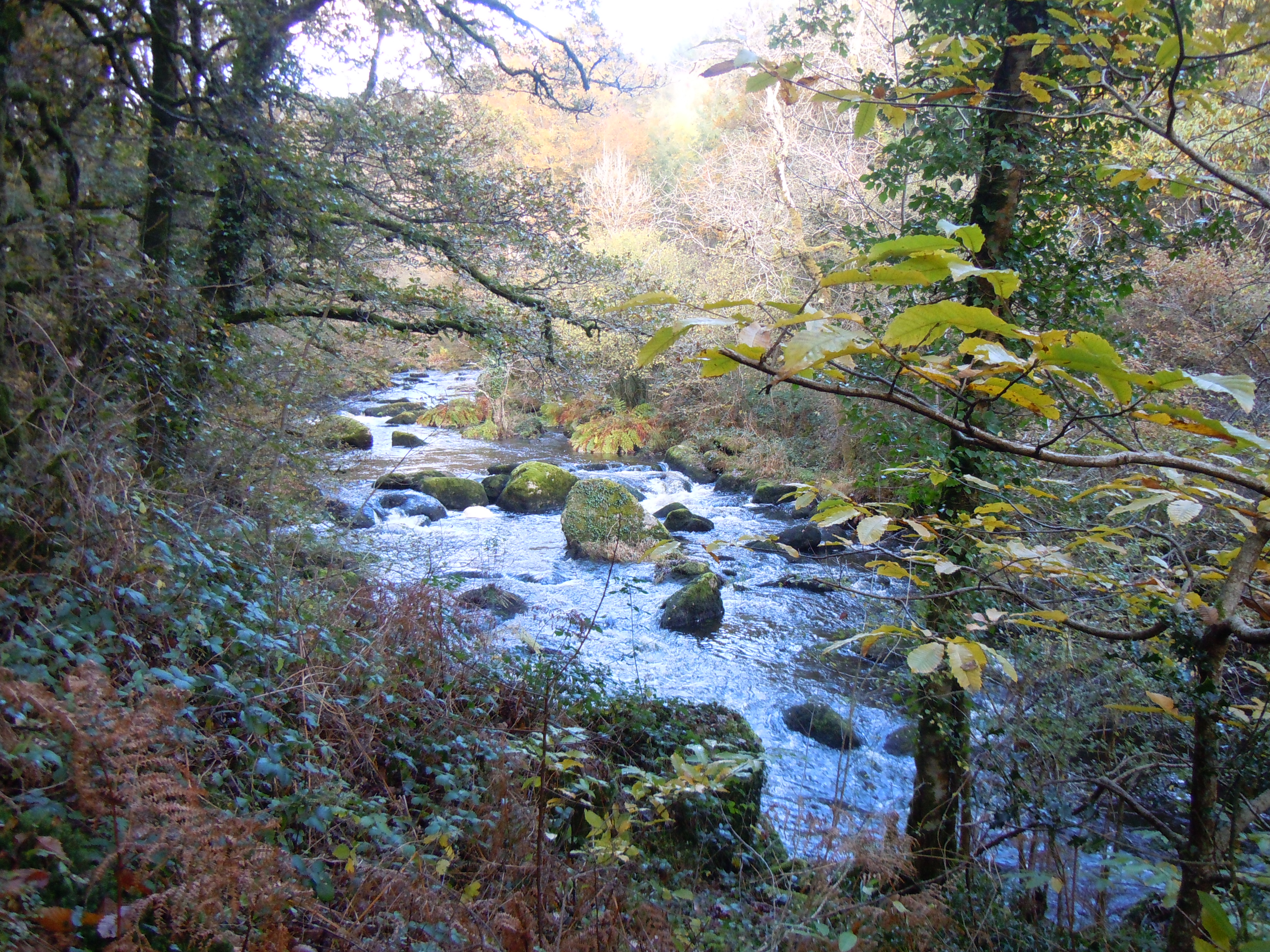
La rivière Ellé entre Barrégan et Sainte-Barbe.
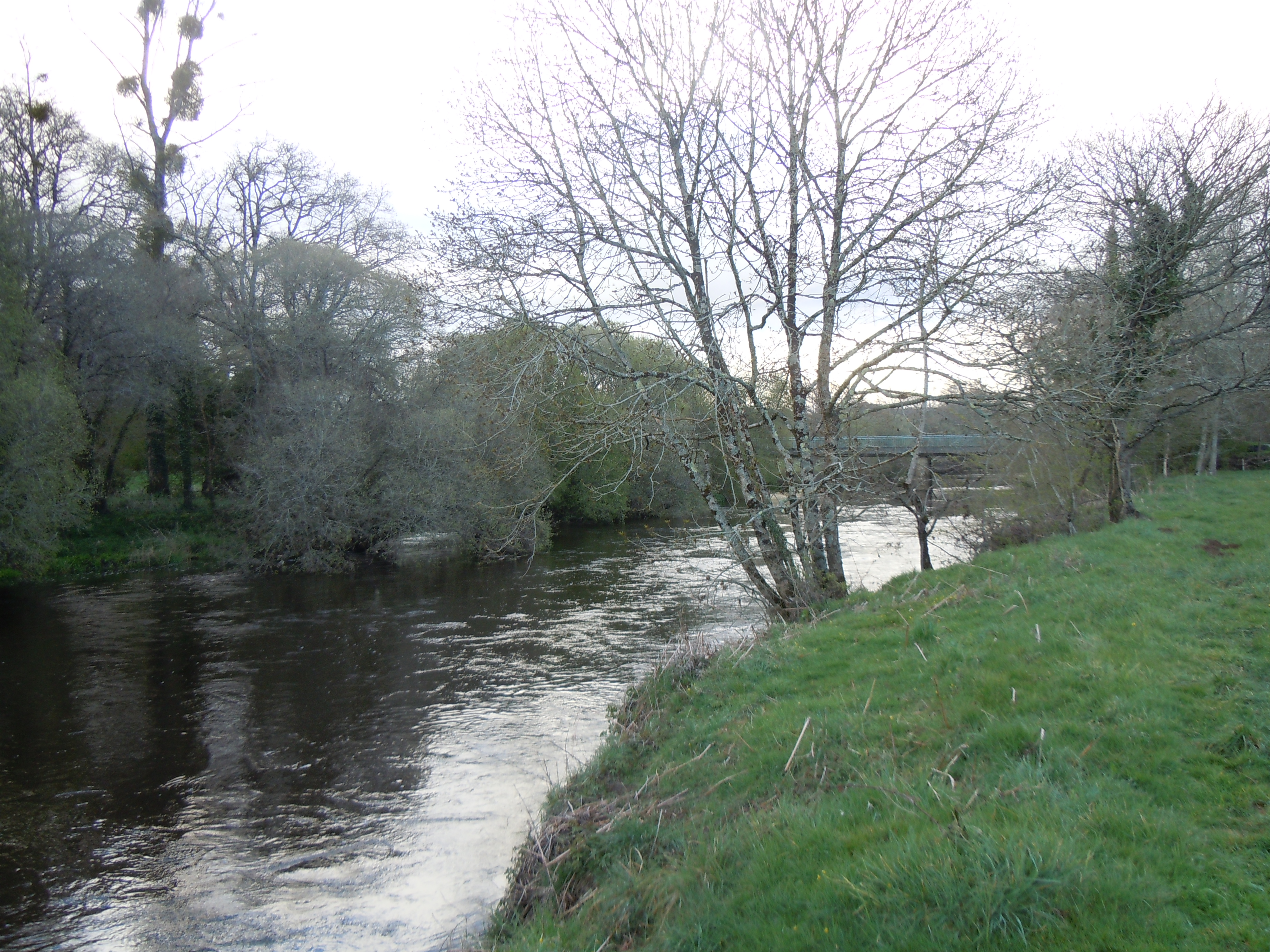
La rivière Ellé à Loge Coucou.

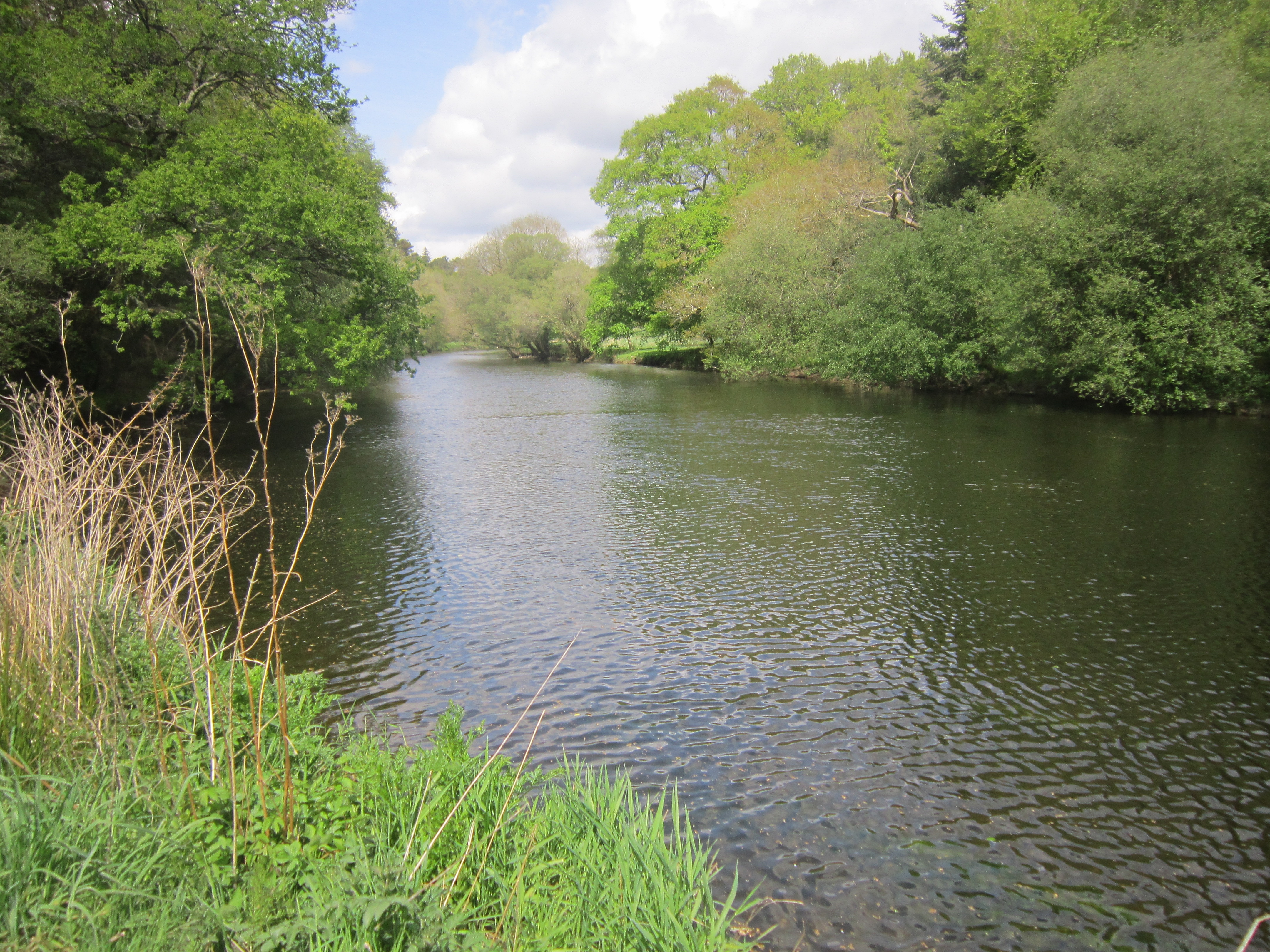
L'Ellé juste en amont du moulin de Kergueff (entre Tréméven et Arzano).
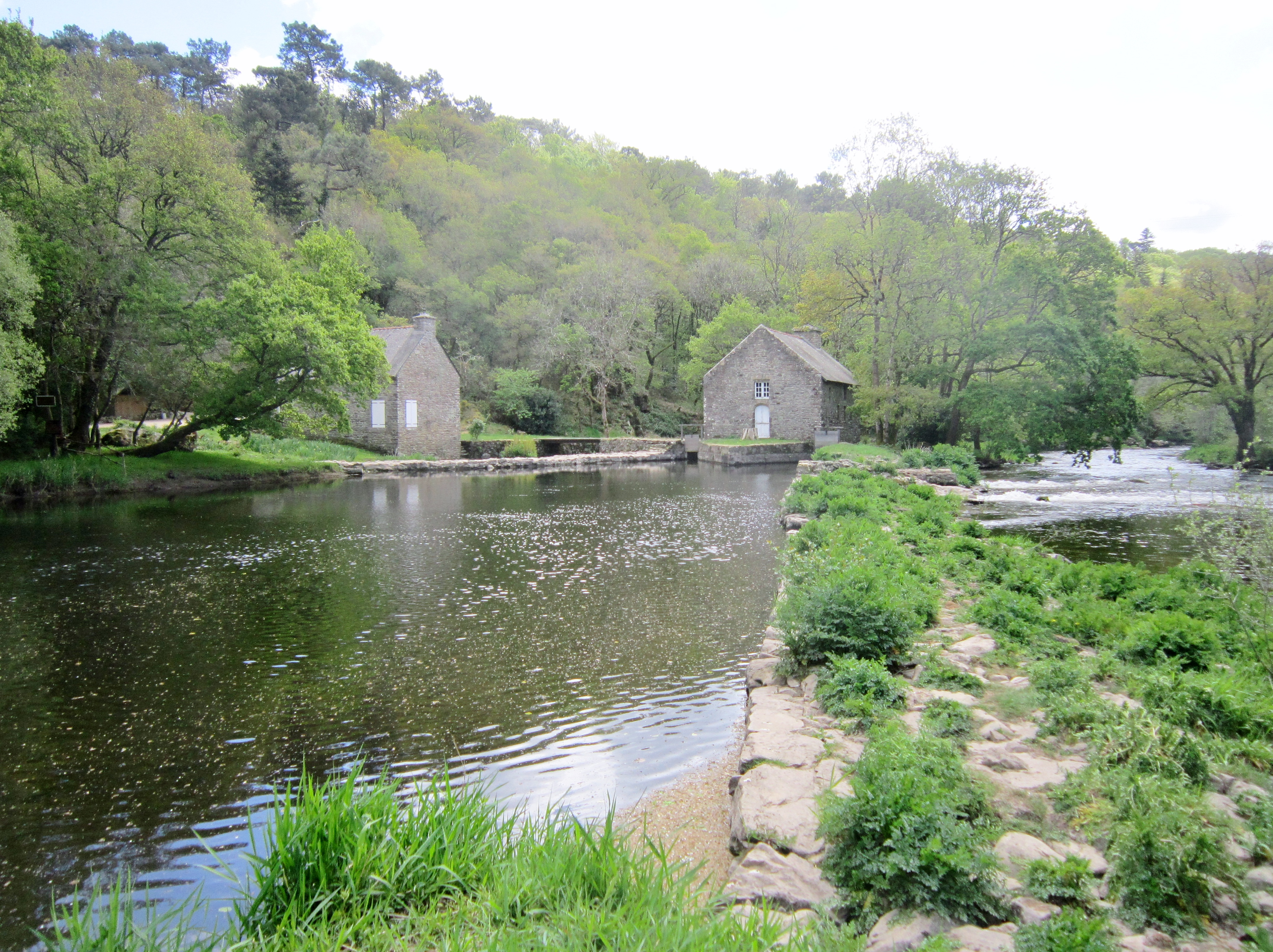
L'Ellé au niveau du moulin de Kergueff (limite entre les communes de Tréméven, Rédené et Arzano).

## Histoire

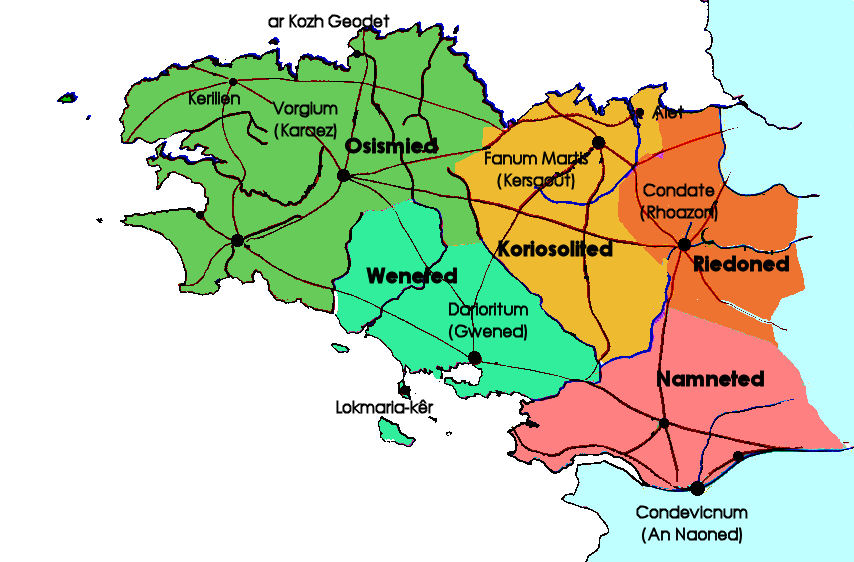
Le tracé de la rivière Ellé constitue la frontière entre les Osismes (vert foncé) et les Vénètes (vert clair).

Au début du Moyen-Âge le roi Morvan établit son camp sur les bords de l'Ellé, soit à Langonnet, soit à Priziac.

### Rôle de frontière
De tous temps, l'Ellé a constitué une frontière naturelle entre deux territoires. Pendant l'Antiquité, elle séparait le pays des Osismes à l'ouest du pays des Vénètes à l'est, deux peuples gaulois qui cohabitaient alors dans la péninsule armoricaine. Par la suite, le tracé de la rivière a constitué une limite entre les comtés de Cornouaille et du Bro Waroch ainsi qu'entre les diocèses de Quimper et de Vannes.

C'était aussi avant la francisation survenue au cours du XXe siècle une frontière linguistique entre le breton cornouaillais et le breton vannetais au point que l'intercompréhension était rendue difficile d'une rive à l'autre du cours d'eau. Enfin, de part et d'autre des rives de l'Ellé s'étendent le pays Pourlet et le pays de l'Aven, des pays qui diffèrent notamment par leurs traditions vestimentaires.

### Les moulins et les pêcheries
Un grand nombre de moulins à eau produisant de la farine de froment et de seigle jalonnaient autrefois les cours de l'Ellé et de ses affluents. Sur le seul ruisseau du Naïc on en comptait cinq qui se nommaient d'amont en aval le moulin de la Trinité, de Lescrant, de Pont Ledan, de Luhedec et de Kerivarc'h. Ils disposaient chacun de leur étang de retenue et leur roue à aubes était mue par la force de l'eau. La plupart ont cessé de fonctionner dans le courant du siècle dernier après s'être modernisés en s'équipant de turbines et s'être reconvertis dans la production d'électricité. Le photographe Philippe Tassier a pris plusieurs de ces moulins en photo vers 1911 alors qu'ils étaient encore en activité :

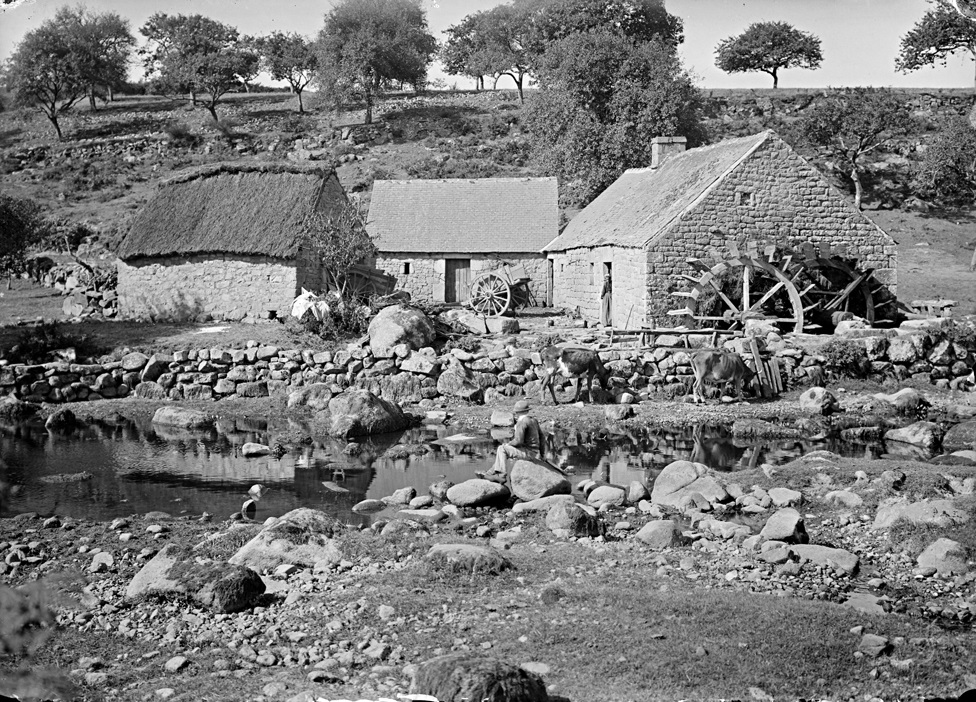
Le moulin du Pont (Priziac) et ses deux roues.
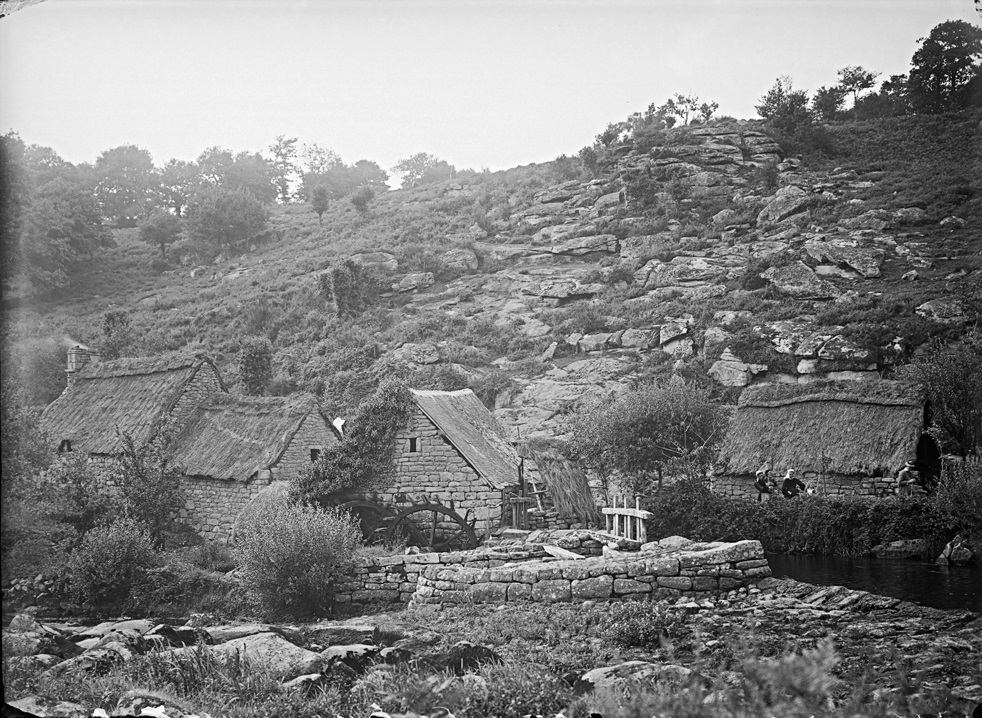
Le moulin de Barrégan (Le Faouët) et son écluse.
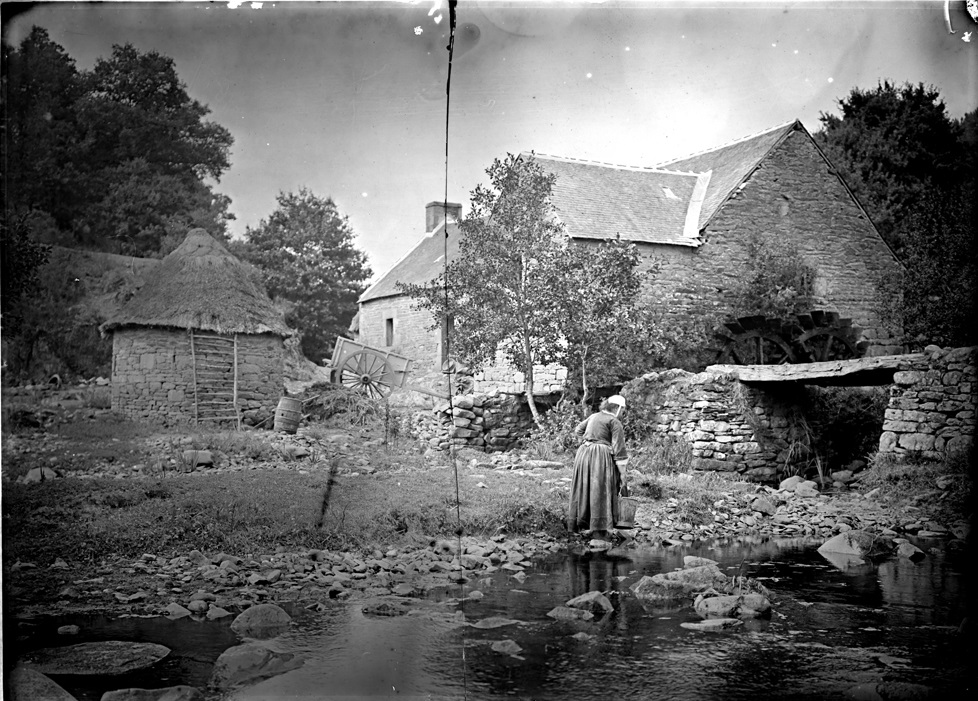
Le moulin de Kerléon (Locunolé) et ses deux roues.

Des moulins à papier, dont l'activité se maintiendra pendant plusieurs siècles, sont également attestés dès le XVIe siècle sur le cours de l'Ellé et de son affluent l'Aër : le moulin du Grand Pont et le moulin d'en Haut au Faouët, le moulin du Stérou et le moulin Neuf à Priziac. Ils produisaient au XVIIIe siècle des « papiers propres à l'écriture et aux emballages » qui étaient expédiés via les ports de Hennebont et Morlaix vers les Pays-Bas et le Portugal.
Des pêcheries, constituées au Moyen Âge de simples pieux enfoncés dans le lit de la rivière, reliés entre eux par un clayonnage serré de branchages qui laissait l'eau s'écouler mais arrêtait les poissons, permettaient de capturer en grand nombre dans l'Ellé et ses affluents des saumons, anguilles et autres espèces de poissons. La réglementation exigeait que des passages à saumon soient conservés. Ainsi la pêcherie des Gorrets à Quimperlé en comptait cinq.
Vers 1750, le nombre de prises annuelles de saumons était d'environ 8 000 dans l'Ellé pour un total estimé de 60 000 à 90 000 en Bretagne. Ce nombre n'a fait que décroître par la suite en raison de la surpêche et de la pollution des eaux. En 1848, il n'était plus que de 800. En 1979, année la plus catastrophique, il ne sera pris que 20 saumons dans l'Ellé.

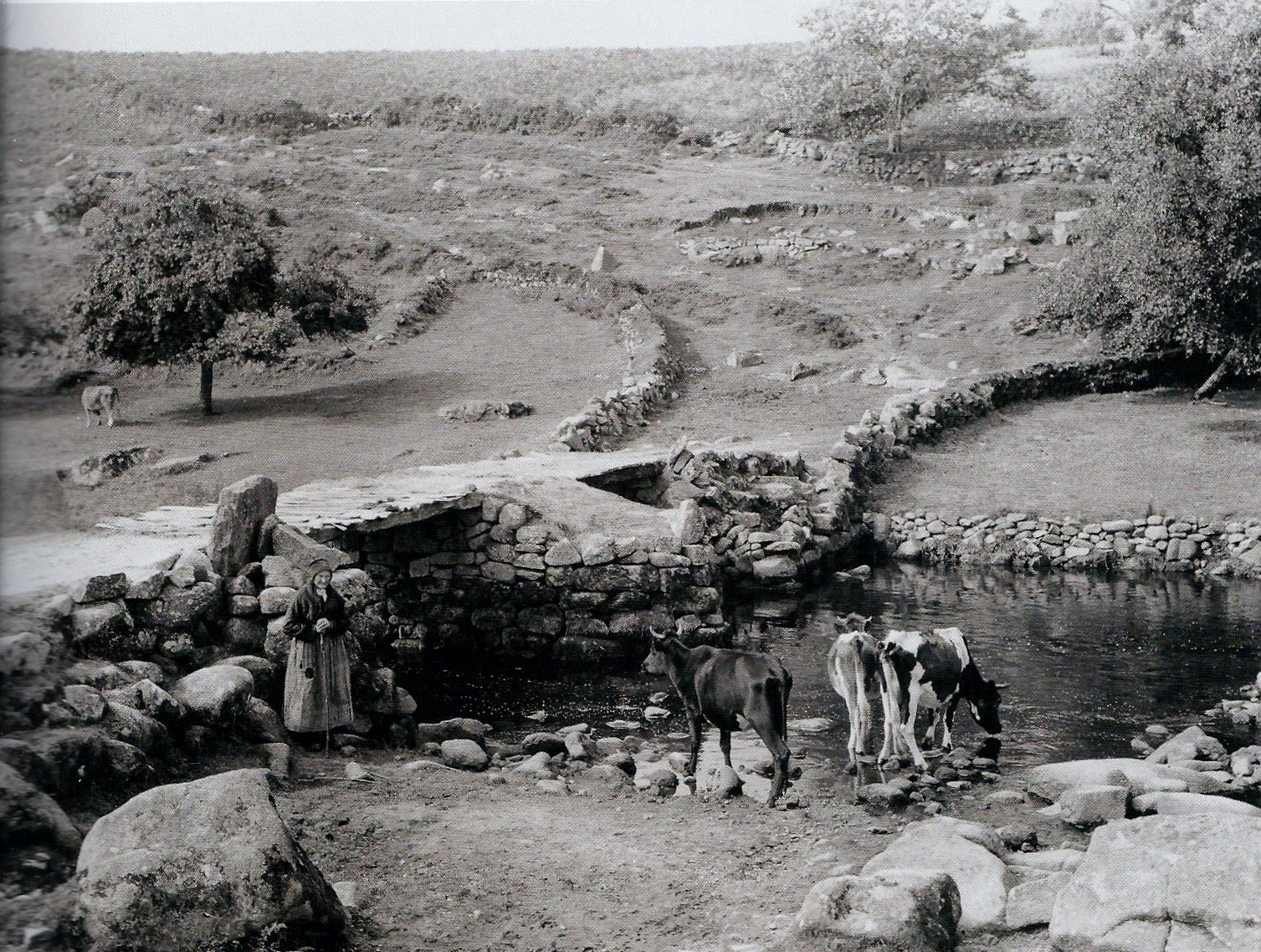
Femme gardant des vaches au bord de l'Ellé.
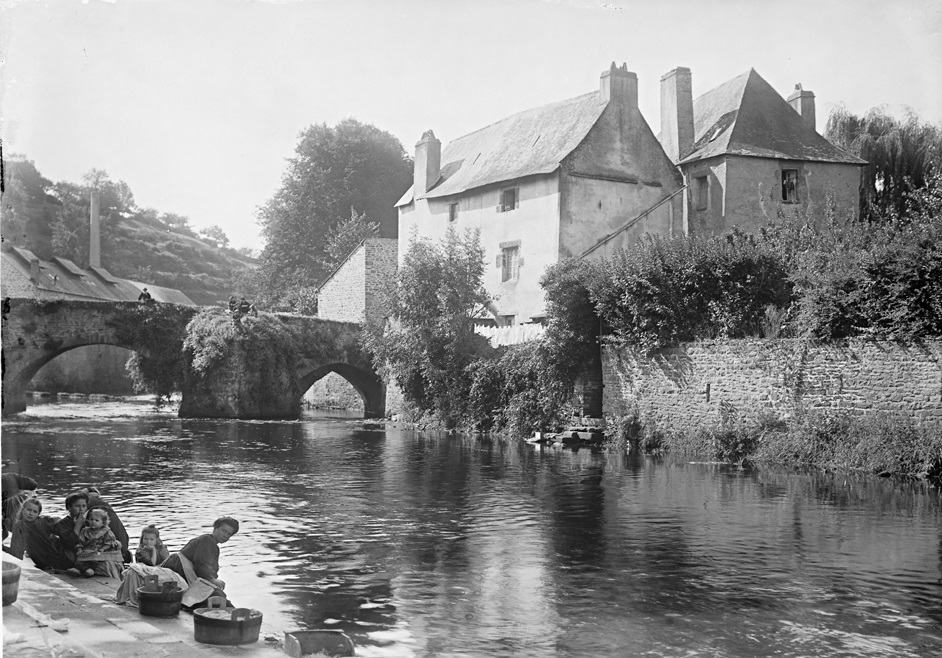
Lavandières lavant du  linge dans l'Ellé près du pont Lovignon à Quimperlé.

### Les crues historiques
La rivière Ellé a connu de nombreuses crues par le passé, causant de nombreux dégâts notamment dans la basse ville de Quimperlé. L'histoire a retenu les crues d'octobre 1642, de septembre 1699, de mars 1739, d'août 1746, d'octobre 1776, de février 1883, de janvier 1925, et dans un passé plus récent celles de janvier 1995, de décembre 2000 et de l'hiver 2014. Ainsi la crue de 1746 emporta cinq des six arches du pont Lovignon situé dans la basse ville. Seule celle de droite est restée intacte. Les deux actuelles grandes arches de gauche furent construites en 1753.

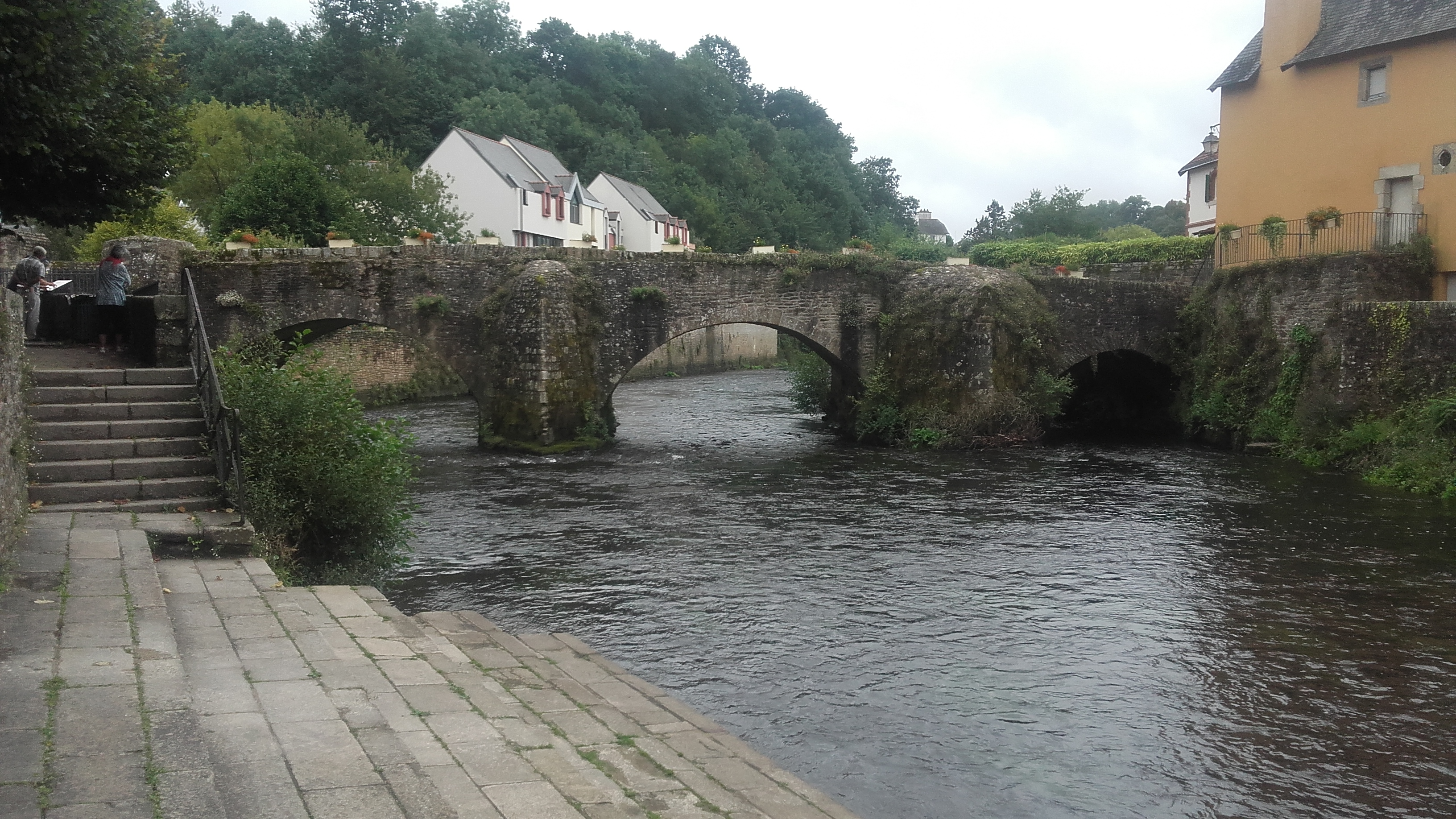
Le pont Lovignon, dont seule une des 6 arches d'origine est restée intacte, les autres ayant été emportées lors de la crue de 1746.
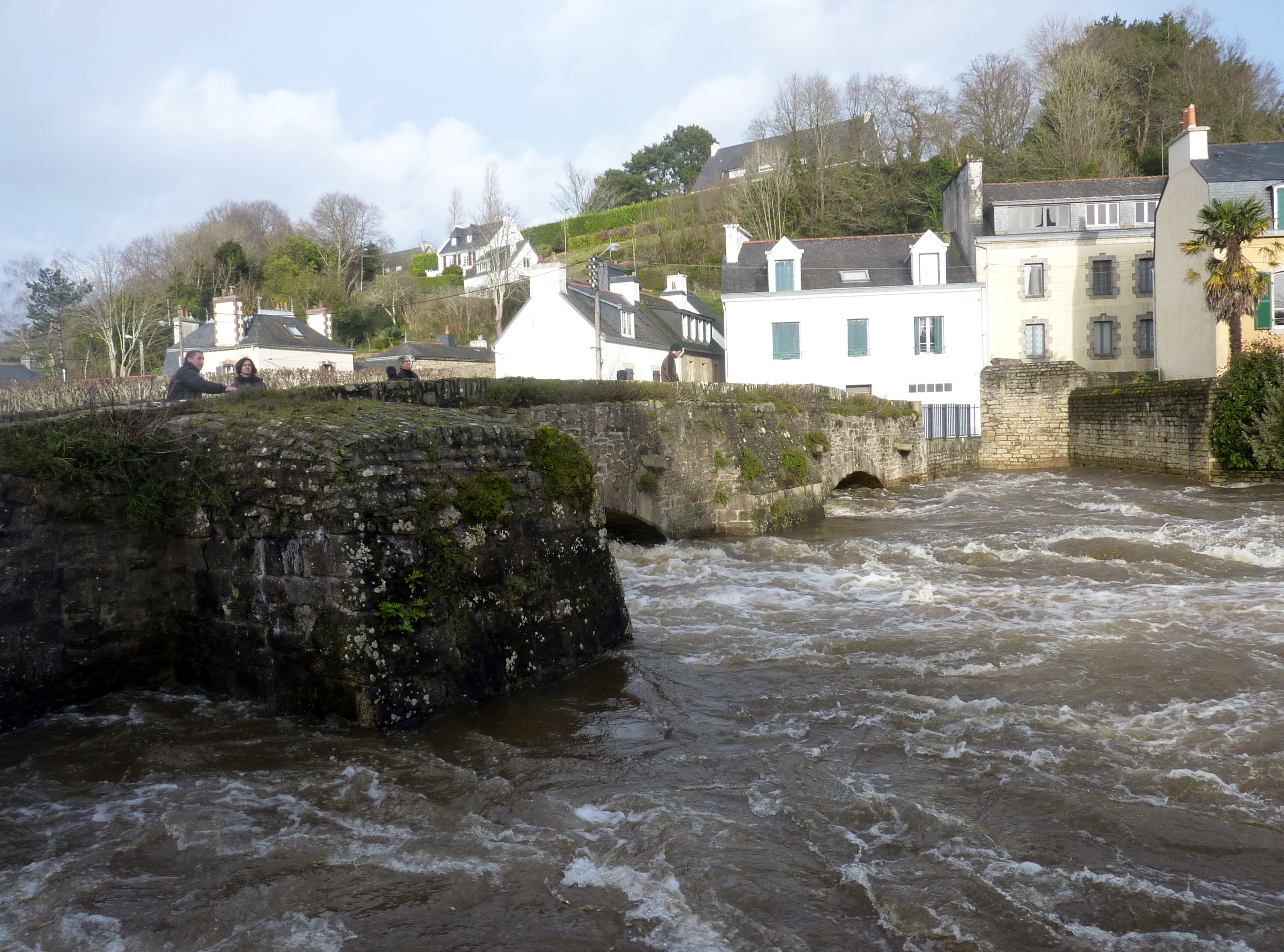
L'Ellé en crue au niveau du pont Lovignon, juste avant sa confluence avec l'Isole (8 février 2014).

## Hydrologie
La surface du bassin versant de l'Ellé est de 145 km2, son module de 2,75 m3/s et son débit spécifique de 19,3 l/s/km2 au Faouët au Grand Pont. La surface de son bassin versant est de 578 km2 (ce qui représente 95 % de sa surface totale à son point de confluence avec l'Isole), son module de 9,28 m3/s et son débit spécifique de 16,1 l/s/km2 à Arzano à Pont Ty Nadan.

La lame d'eau écoulée dans son bassin versant annuellement est de 613 mm au Grand Pont et de 509 mm à Pont Ty Nadan. Le débit moyen mensuel varie entre 19,80 m3/s en période de hautes eaux en hiver et 2,01 m3/s à l'étiage en été à Arzano (voir histogramme).
Mais le débit de la rivière peut connaître des fluctuations bien plus importantes comme en témoignent les valeurs extrêmes suivantes.
Ainsi, le débit maximal instantané connu à la station de Pont Ty Nadan s'élève à 259 m3/s (valeur mesurée le 13 décembre 2000 à 6h33) et le débit maximal journalier s'élève à 201 m3/s (valeur mesurée le même jour). Ces valeurs sont nettement supérieures à celles attendues lors d'une crue cinquantennale (survenant statistiquement tous les 50 ans). Celles-ci sont respectivement de 200 m3/s et 160 m3/s. Ces chiffres très élevés permettent donc de penser que la crue de l'automne-hiver 2000 était une crue exceptionnelle qui ne survient qu'une à deux fois par siècle. Cette crue s'explique par des précipitations abondantes sur les Montagnes Noires : 100 mm en l'espace de 24 heures succédant à 3 mois très pluvieux (550 mm). Quant au débit minimum connu sur une période de 3 jours consécutifs, il est de seulement 0,344 m3/s (valeur mesurée entre les 19 et 21 septembre 1990).

## Affluents

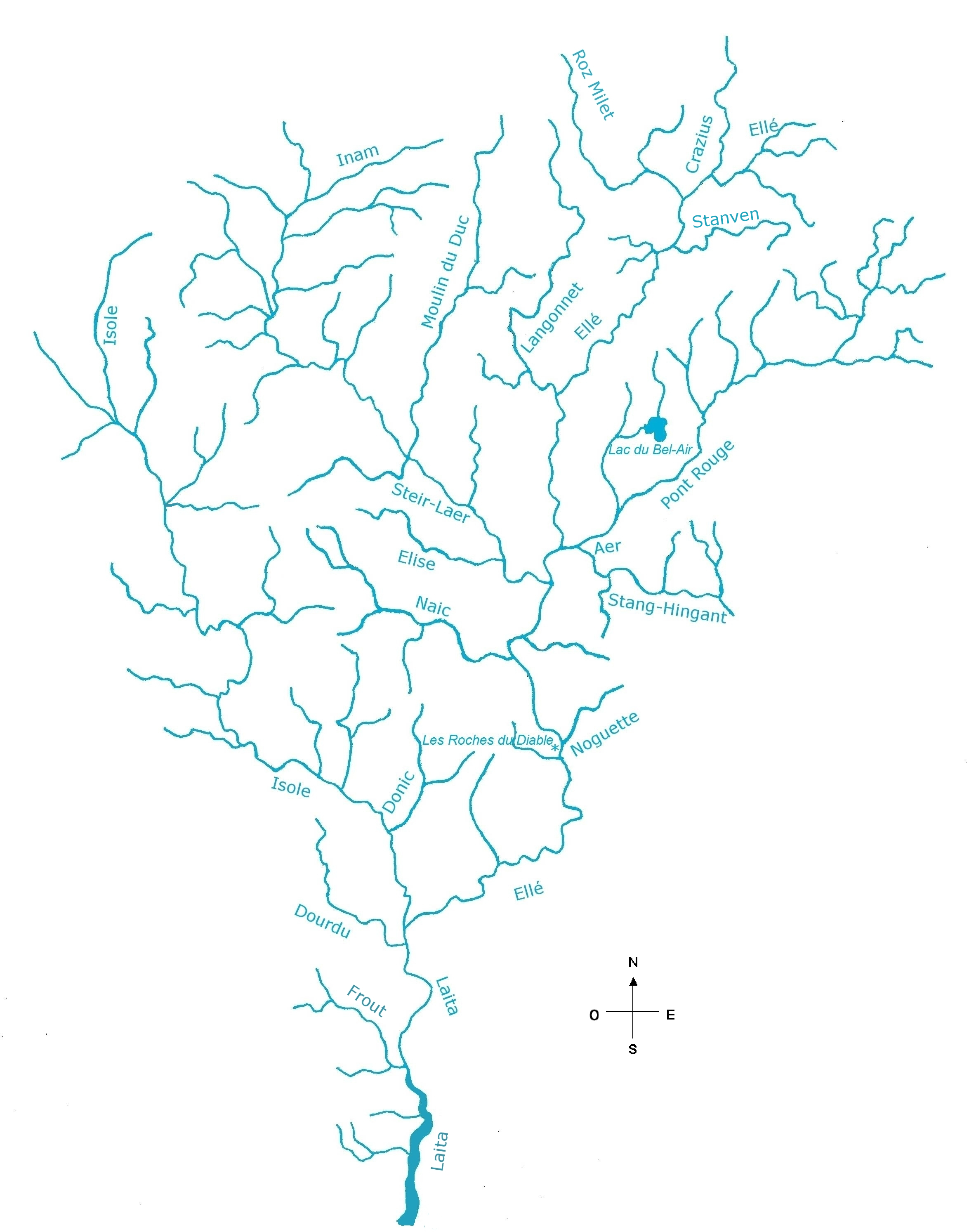
La rivière Ellé et ses principaux affluents.

Le SANDRE recense en y incluant sa partie maritime appelée Laïta, 58 affluents de l'Ellé d'une longueur égale ou supérieure à 1 km dont 13 dépassent les 5 km.
D'amont en aval :

### de la rive droite
- Le ruisseau de Crazius, 6,6 km; Il provient de Glomel et doit son nom au moulin de Crazius. Ce cours d'eau est parfois considéré comme la branche-mère de l'Ellé en raison de son importance.
- Le Roz Milet ou Rozo, 11,0 km. Il prend sa source à Paule et arrose Langonnet. Le Rozo, avant de se jeter dans l'Ellé, coule à travers une large plaine marécageuse située en contrebas de la colline du Minez Du.
- Le Langonnet ou rivière du Pont Blanc, 16,5 km.
- L'Inam ou Steir Laër, 34,4 km
- Le Naïc, 13,1 km
- L' Isole, 48,3 km
- Le Dourdu, 10,2 km
- Le Frout, 7,7 km
- Le ruisseau du Quinquis, 4,6 km

### de la rive gauche
- Le Stanven, 7,7 km
- L'Aër ou Pont Rouge, 27,7 km
- La Noguette, 6,2 km

### tableau récapitulatif
| Nom                | Autre Nom  | Ancien Nom      | Longueur | Bassin versant | Caractéristiques                |
| ------------------ | ---------- | --------------- | -------- | -------------- | ------------------------------- |
| Langonnet          | Pont Blanc | Staer Louhantec | 16 km    | 34 km2         | affluent de l'Ellé, rive droite |
| Aër                | Pont Rouge |                 | 26 km    | 122 km2        | affluent de l'Ellé, rive gauche |
| dont Stang Hingant |            |                 | 12 km    | 24 km2         | affluent de l'Aër               |
| Inam               | Ster Laër  | Staer Lazrun    | 35 km    | 207 km2        | affluent de l'Ellé, rive droite |
| dont Moulin du Duc |            | Staer Diffrout  | 18 km    | 45 km2         | affluent de l'Inam              |
| Naïc               |            | Staer Ehoc      | 12 km    | 31,5 km2       | affluent de l'Ellé, rive droite |
| Isole              |            | Staer Izol      | 48 km    | 224 km2        | estuaire commun avec l'Ellé     |

## Écologie et environnement
La Laïta a été victime d'une importante pollution des années 1950 à nos jours, avec un pic (point noir régional) dans les années 1970 où ce petit fleuve recevait de nombreux effluents pas ou peu épurés dont d'une usine de pâte à papier, une conserverie de légumes, des abattoirs, une station d’épuration urbaine insuffisamment dimensionnée pour les besoins de la commune. La pollution était à la fois chimique, physique (turbidité par les matières en suspension), organique, bactériologique. Dans les années 1970, les autorités et pollueurs cherchaient une solution de compromis avec un rejet dans l’anse du Pouldu, tout en tenant compte des capacités d'épuration du milieu, sous l'égide de l’agence de l'Eau Loire-Bretagne puis de l'Union européenne dont la directive cadre sur l'eau impose un objectif de bon état écologique pour 2015. La Laïta est notamment suivie par la station de biologie marine de Concarneau.

## Faune et flore
La vallée de l'Ellé est un site du réseau Natura 2000. L'Ellé et ses affluents abritent une importante population reproductrice de saumons atlantiques ainsi qu'une population reproductrice sédentaire de loutres d'Europe. Parmi les autres espèces remarquables présentes citons la moule perlière d'eau douce, le chabot, la lamproie de Planer et la lamproie marine, l'escargot de Quimper. Les bas marais, les landes mésophiles et les landes humides tourbeuses à sphaigne sont remarquables par leur étendue notamment à Plouray. La rivière Ellé est classée en 1re catégorie piscicole. L'Ellé est par ailleurs la seule rivière classée « Rivière Sauvage de France » par le WWF,.

## Tourisme
La vallée de l'Ellé a pu préserver un environnement sauvage en raison d'une faible urbanisation et du caractère souvent très accidenté de ses versants. Elle possède plusieurs sites touristiques très fréquentés des promeneurs. Il s'agit des sites aménagés de la vallée de Sainte-Barbe et des Roches du Diable.

## Sports et loisirs

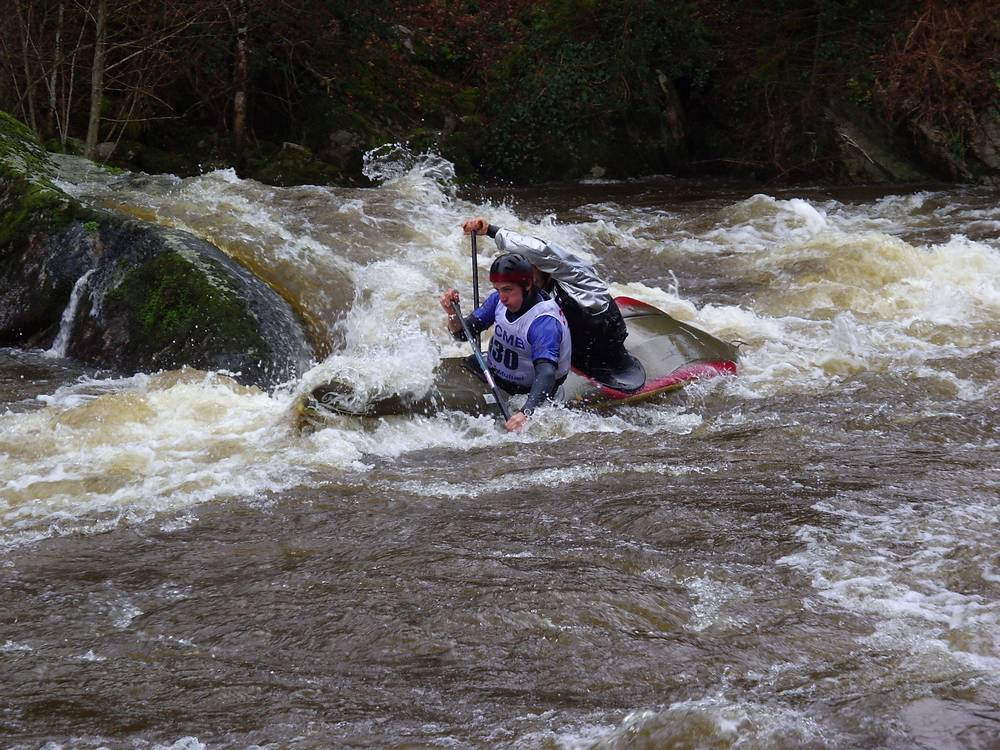
Descente en canoë C2 aux Roches du Diable.

La rivière se prête également aux activités de sports d'eau vive grâce à ses rapides, les plus réputés étant ceux des Roches du Diable, où se déroulent régulièrement des épreuves sportives de très haut niveau. Ce passage est en effet classé III-IV selon le niveau d'eau pour la pratique du canoë-kayak. Cette activité ne peut se pratiquer cependant qu'en hiver et au début du printemps, car le débit de la rivière est trop faible le reste de l'année. Trois parcours s'offrent aux kayakistes : le parcours du Haut Ellé qui va de la station de pompage de Barrégan au Grand Pont, celui du Moyen Ellé qui va du pont de Loge Coucou aux Roches du Diable et le parcours du Bas Ellé qui va de Pont Ty Nadan à Quimperlé. Le parcours du Moyen Ellé est long de 6 km, les trois-cents derniers mètres constituant les rapides des Roches du Diable. Le parcours du Bas Ellé comporte de nombreux déversoirs.
À Locunolé, se trouve une base de loisir à Ty Nadan.